# Ernest Whitman
Pour les articles homonymes, voir Whitman.

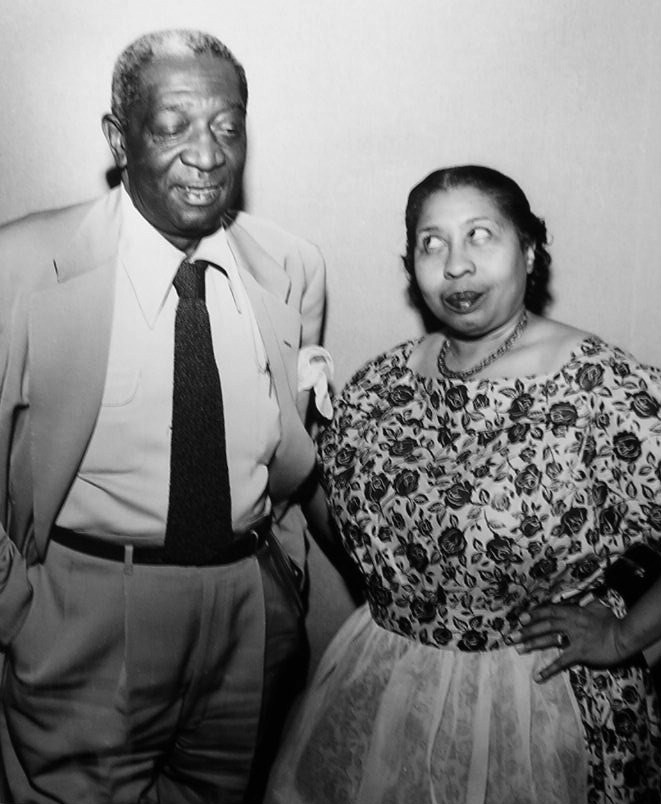
En 1953, avec Amanda Randolph, dans la série radiophonique Beulah (photo promotionnelle)

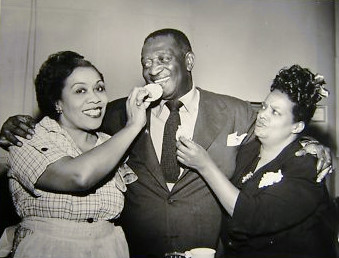
En 1953, avec Lillian Randolph (à gauche) et Ruby Dandridge (à droite), dans la même série radiophonique Beulah (photo promotionnelle)

Ernest R. Whitman, né le 21 février 1893 à Fort Smith (Arkansas), mort d'une crise cardiaque le 5 août 1954 à Los Angeles — Quartier d'Hollywood (Californie), est un acteur américain, généralement crédité Ernest Whitman.

## Biographie
Au théâtre, Ernest Whitman joue à Broadway (New York) de 1929 à 1934, dans cinq pièces et une revue.
Il débute au cinéma à l'occasion d'un film sorti en 1934 et apparaît en tout dans quarante-cinq films américains (dont bon nombre de petits rôles non crédités), le dernier étant Le soleil brille pour tout le monde (1953) de John Ford. Comme autres films notables, mentionnons Les Verts Pâturages (1936) de Marc Connelly et William Keighley, le western Le Brigand bien-aimé (1939) d'Henry King — et sa suite, Le Retour de Frank James (1940) de Fritz Lang —, ou encore le film musical Un petit coin aux cieux (1943) de Vincente Minnelli et Busby Berkeley.
À la télévision, il interprète Bill Jackson dans huit épisodes, diffusés en 1952, de la série Beulah (en), créée par Jean Yarbrough, avec Louise Beavers (Hattie McDaniel en alternance) dans le rôle-titre. Notons qu'il tient ce même rôle dans l'adaptation de la série pour la radio, de 1952 jusqu'à sa mort brutale en 1954.

## Théâtre (à Broadway)
Pièces, sauf mention contraire
- 1929 : Harlem de William Jourdan Rapp et Wallace Thurman, mise en scène de Chester Erskine
- 1930 : The Last Mile de John Wexley, produite par Herman Shumlin, mise en scène de Chester Erskine, avec Joseph Calleia, Henry O'Neill, Spencer Tracy
- 1931-1932 : Savage Rhythm d'Harry Hamilton et Norman Foster, avec Juano Hernández
- 1932 : Chamberlain Brown's Scrap Book, revue produite par (et avec) Chamberlain Brown, musique de divers, sketches de Chamberlain Brown
- 1932 : Bloodstream de Frederick Schlick, mise en scène de Sidney Salkow
- 1933 : The Monster de Crane Wilbur
- 1934 : John Brown de Ronald Gow, produite (et mise en scène) par George Abbott, avec John Emery, Alma Kruger, George Abbott

## Filmographie complète

### Au cinéma
- 1934 : King for a Day de Roy Mack
- 1936 : Je n'ai pas tué Lincoln (The Prisoner of Shark Island) de John Ford
- 1936 : White Hunter d'Irving Cummings
- 1936 : Les Verts Pâturages (The Green Pastures) de Marc Connelly et William Keighley
- 1937 : On lui donna un fusil (They gave him a Gun) de W.S. Van Dyke
- 1937 : La Joyeuse Suicidée (Nothing Sacred) de William A. Wellman
- 1937 : La Fille de Shanghai (Daughter of Shanghai) de Robert Florey
- 1939 : Pacific Liner de Lew Landers
- 1939 : Un homme à la page (Tell No Tales) de Leslie Fenton
- 1939 : Autant en emporte le vent (Gone with the Wind) de Victor Fleming, George Cukor et Sam Wood
- 1939 : 6,000 Enemies de George B. Seitz
- 1939 : Le Brigand bien-aimé (Jesse James) d'Henry King
- 1940 : Le Retour de Frank James (The Return of Frank James) de Fritz Lang
- 1940 : Castle on the Hudson d'Anatole Litvak
- 1940 : Congo Maisie d'H.C. Potter
- 1940 : Third Finger, Left Hand de Robert Z. Leonard
- 1940 : Buck Benny rides again de Mark Sandrich
- 1940 : Safari d'Edward H. Griffith
- 1940 : La Piste de Santa Fe (Santa Fe Trail) de Michael Curtiz
- 1940 : Maryland d'Henry King
- 1940 : Mystery Sea Raider d'Edward Dmytryk
- 1941 : Back Street de Robert Stevenson
- 1941 : The Get-Away d'Edward Buzzell
- 1941 : The Pittsburgh Kid de Jack Townley
- 1941 : En route vers Zanzibar (Road to Zanzibar) de Victor Schertzinger
- 1941 : Married Bachelor d'Edward Buzzell et Norman Taurog
- 1941 : Among the Living de Stuart Heisler
- 1941 : Blues in the Night d'Anatole Litvak
- 1941 : Birth of the Blues de Victor Schertzinger
- 1941 : Mr. District Attorney in the Carter Case de Bernard Vorhaus
- 1942 : The Bugle Sounds de S. Sylvan Simon
- 1942 : La Jungle rugit (Drums of the Congo) de Christy Cabanne
- 1942 : Les Mille et Une Nuits (Arabian Nights) de John Rawlins
- 1943 : Et la vie continue (The Human Comedy) de Clarence Brown
- 1943 : Symphonie magique (Stormy Weather) d'Andrew L. Stone
- 1943 : Un petit coin aux cieux (Cabin in the Sky) de Vincente Minnelli et Busby Berkeley
- 1944 : L'Imposteur (The Impostor) de Julien Duvivier
- 1944 : Les Aventures de Mark Twain (The Adventures of Mark Twain) d'Irving Rapper
- 1945 : Dillinger, l'ennemi public n° 1 (Dillinger) de Max Nosseck
- 1945 : Le Poison (The Lost Weekend) de Billy Wilder
- 1945 : She Wouldn't Say Yes d'Alexander Hall
- 1947 : My Brother Talks to Horses de Fred Zinnemann
- 1947 : Mon chien et moi (Banjo) de Richard Fleischer
- 1947 : Blonde Savage de Steve Sekely
- 1953 : Le soleil brille pour tout le monde (The Sun shines bright) de John Ford

### À la télévision
- 1952 : Série Beulah, Saison 2, épisode 1 Love Thy Neighbor, épisode 8 Second Wedding et épisode 11 The New Arrival de Richard L. Bare ; Saison 3, épisode 1 Donnie goes the Work, épisode 3 The Waltz de Richard L. Bare et épisode 4 Beulah goes Gardening de Richard L. Bare ; Saison 4, épisode 1 Donnie joins the Circus et épisode 17 Harry builds a Den : rôle de Bill Jackson